# Съюз на комунистите на Югославия
Съюзът на комунистите на Югославия или СКЮ (на сърбохърватски: Савез комуниста Југославије/Savez komunista Jugoslavije; на македонска литературна норма: Сојуз на комунистите на Југославија; на словенски: Zveza komunistov Jugoslavije), до 1952 г. Комунистическа партия на Югославия или КПЮ, в България известна като Югославска комунистическа партия (ЮКП) или Съюз на югославските комунисти (СЮК), е управляващата политическа партия в Социалистическа федеративна република Югославия в периода 1945 – 1990 година.
Първоначално партията следва идеологията на Коминтерна, но след като през 1948 година югославското правителство влиза в конфликт със Съветския съюз тя развива собствен вариант на комунизма, наричан титовизъм.

## КПЮ в периода между двете световни войни
Основана е на 20 април 1919 година на конгрес в Белград като Социалистическа работническа партия (комунисти). За председател е избран Филип Филипович. В своите редове тя обединява почти всички социалдемократически партии и организации от страните, които през 1918 влизат в състава на Кралството на сърби, хървати и словенци, освен хърватските десни социалдемократи, предвождани от Витомир Корач, и словенската Югославска социалдемократическа партия.
На Втория конгрес във Вуковар, провел се между 20 и 25 юни 1920, партията сменя името си на Комунистическа партия на Югославия (КПЮ). От ръководството и от партията полека започват да се потискат „центристите“, които не са съгласни с приемането на 21-те условия за членство в Коминтерна, и които до края на годината са изключени от Партията.
След опита за атентат върху Александър Караджорджевич и убийството на министъра на вътрешните работи Милорад Драшкович е приета т.нар. „Обзнана“, с която дейността на комунистите е драстично ограничена, и комунистическата партия е забранена.
На Третата партийна конференция, проведена в Белград през периода 1 – 4 януари 1924 г. в Белград, се признава, че във Вардарска Македония Великосръбските шовинисти унищожават или прогонват националносъзнателните българи, албанци и турци и се заменят със заселници от други части на Югославия, закриват се несръбските църкви и училища, забранява печата им, преследва езика им и на съпротивата им се отговаря с кървави репресии, а от Беломорски Тракия и Македония гръцкото правителство прогонва българите и турците, заменяйки ги с Малоазийски бежанци, и признава правото на отцепване на Македония от Югославия. Българите в Македония се признават от партията и на третия и четвъртия конгреси на партията, проведени през юни 1926 г. и ноември 1928 г. съответно.
След забраняването на партията настъпват големи репресии срещу привържениците и симпатизантите на КПЮ. Кризата в самата партия още повече се задълбочава поради фракционните борби и поради следването на сектантската политика на Коминтерна, който значително започва да се намесва във вътрешните работи на всички комунистически партии, включително и на КПЮ. С установяването на диктатура през 1929 година още повече се засилват репресиите срещу югославските комунисти, а по време на Сталиновите чистки пострадва почти цялата ръководна структура на КПЮ. Сред чистките начело на партията през 1937 е поставен Йосип Броз Тито.

## КПЮ в края на Втората световна война
След операция Ауфмарш 25 срещу Кралство Югославия от страните на Оста през април 1941, а също и след нападението на Нацистка Германия над СССР, КПЮ започва въоръжена съпротива, изразяваща се в подривни действия. Съпротивата е ръководена от Тито, а помощ му оказват съветски и британски военни инструктори. Силите на Оста са принудени да ангажират голям брой военни части за борба срещу партизаните, като в хода на борбата провеждат седем офанзиви. През втората половина на 1944 Червената армия, заедно с поставената под болшевишки контрол БНА, отвоюват значителни части от реанимираната постфактум Югославия. До май 1945 почти цялата територия на бивша Югославия е под съюзнически контрол.

## КПЮ/СКЮ като управляваща партия
След възстановяването на Югославия, престижът и поддръжката за КПЮ е доста висока. Благодарение на това обстоятелство, комунистите лесно успяват да закрепят и затвърдят своята власт. Останалите политически партии постепенно са потиснати и изтласкани от политическия живот, като поетапно в страната е въведена еднопартийна комунистическа система. През това време, за разлика от останалите страни от Източна Европа, в които по-късно идват на власт комунистическите партии, югославските комунисти отиват най-далеч в копирането на съветския модел.
През 1948 Информбюро приема резолюция, с която КПЮ и неговото ръководство остро се осъждат, поради проява на национализъм и троцкизъм. Дотогавашният убеден сталинист Тито, отхвърля резолюцията и отказва да я приема, с което остро се противопоставя на Сталин. Това слага начало на разрив на отношенията на Югославия със СССР и с останалите комунистически партии. Този разрив между Сталин и Тито принуждава ЮКП да поеме по свой път към социализма, който по-късно е наречен самоуправен социализъм или титовизъм. На VI конгрес на ЮКП през 1952 партията е преименувана в Съюз на комунистите на Югославия

## Краят на СКЮ
След смъртта на Тито през 1980 положението в Югославия се влошава и комунистите все повече губят властта в страната. Към края на 1989, настъпилите промени в Източна Европа и вътрешни фактори, принуждават СКЮ да легализира политическия плурализъм и през 1990 позволява провеждането на многопартийни избори. На тези избори СКЮ губи властта, и все повече се усеща опасността от разпадане на страната. През 1991 СФРЮ се разпада, а заедно с нея се разпада и СКЮ. Нейните секции в бившите югославски републики сменят своята идеологическа ориентация, и под различно име, продължават да съществуват, като дори успяват да задържат властта във вече новосъздадените държави. Такъв е случаят и с Македонската комунистическа партия, която през 1991 г. се преобразува в Социалдемократически съюз на Македония и като такава остава на власт в Република Македония.

## Конгреси
- Първи конгрес – 20 – 23 април 1919 г.
- Втори конгрес – 20 – 25 юни 1920 г.
- Трети конгрес – 14 – 22 май 1926 г.
- Четвърти конгрес – 5 – 16 ноември 1928 г.
- Пети конгрес – 21 – 28 юли 1948 г.
- Шести конгрес – 2 – 7 ноември 1952 г.
- Седми конгрес – 22 – 26 април 1958 г.
- Осми конгрес – 7 – 13 ноември 1964 г.
- Девети конгрес – 11 – 15 март 1969 г.
- Десети конгрес – 27 – 30 май 1974 г.
- Единадесети конгрес – 20 – 23 юни 1978 г.
- Дванадесети конгрес – 26 – 29 юни 1982 г.
- Тринадесети конгрес – 25 – 28 юни 1986 г.
- Четиринадесети (извънреден) конгрес – 20 – 22 януари 1990 г.